# Eduardo Bismarck
Eduardo Henrique Maia Bismarck (Fortaleza, 14 de novembro de 1981) é um advogado e político brasileiro filiado ao Partido Democrático Trabalhista (PDT).

## Biografia
Bismarck nasceu em Fortaleza, capital do Ceará, em 1981, filho de Bismarck Maia.

### Política
Nas eleições gerais de 2018 foi eleito deputado federal pelo Ceará com 87.009 votos e novamente reeleito em 2022, recebendo 102.287 votos.
Em setembro de 2024, teve seu mandato de deputado federal cassado pelo Tribunal Superior Eleitoral, em decisão tomada por 5 votos a 2. A fato contra Bismarck ocorreu em julho de 2022, quando o prefeito de Baturité teria usado o perfil institucional da Prefeitura, nas redes sociais, para agradecer a Bismarck por viabilizar obras no Município em período no qual já estavam em vigor as vedações do período eleitoral.

## Desempenho eleitoral
| Ano  | Eleição           | Partido | Candidato a      | Votos           | Resultado |
| ---- | ----------------- | ------- | ---------------- | --------------- | --------- |
| 2018 | Estadual no Ceará | PDT     | Deputado federal | 87.009 (1,89%)  | Eleito    |
| 2022 | Estadual no Ceará | PDT     | Deputado federal | 102.287 (2,00%) | Eleito    |